# لورا هاجز
لورا هاجز (انگلیسی: Laura Hodges؛ زادهٔ ۱۳ دسامبر ۱۹۸۳) بازیکن بسکتبال اهل استرالیا است.
از باشگاه‌هایی که در آن بازی کرده‌است می‌توان به مؤسسه ورزشی استرالیا اشاره کرد.
وی در مسابقات کشوری و بین‌المللی در مجموع برندهٔ ۱ مدال طلا، ۳ مدال نقره، ۲ مدال برنز شده‌است.